# 能町口停留場
能町口停留場（のうまちぐちていりゅうじょう）は、富山県高岡市能町にある万葉線の停留場。米島口停留場付近から当駅付近は専用軌道であるが、当駅から中伏木停留場付近まで併用軌道となる。

## 歴史
- 1951年（昭和26年）4月1日：富山地方鉄道の米島口 - 新湊（現・六渡寺）間の開業により中間駅として開設。
- 1959年（昭和34年）4月1日：事業譲渡により、加越能鉄道の駅となる。
- 2002年（平成14年）4月1日：事業譲渡により、万葉線の駅となる。
- 2020年（令和2年）5月1日：サニーライブホールディングス株式会社のネーミングライツ（命名権）取得によりサニーライブグループ 能町口の駅愛称を使用開始[2]。

## 停留場構造
相対式ホーム2面1線の地上駅。2本のホームで1本の線路を挟み込む構造。ホームに上屋がある。

## 停留場周辺
- 能町交差点
- 高新自動車学校

## 隣の停留場
万葉線
■万葉線（高岡軌道線）
米島口停留場 - 能町口停留場 - 新吉久停留場